# Kakifly
Kakifly (かきふらい Kakifurai?) es el seudónimo de un mangaka japonés. Es el creador de la serie K-ON!, que se publica en las revistas Manga Time Kirara y Manga Time Kirara Carat de la editorial Hōbunsha. Su seudónimo lo tomó del kakifurai u ostras fritas, comida que no le agradaba, pero que al adoptar el apodo comenzó a agradarle. Tiene una colección de guitarras, instrumento utilizado por la protagonista de la serie, Yui Hirasawa.
Participó como asistente secundario en el círculo dōjin Umi no Sachi Teishoku (海の幸定食?). Realizó varios dōjinshi de Suzumiya Haruhi no Yūutsu y To Heart, y fue el autor de un cómic antológico de Maria-sama ga Miteru.

## Obras

### Propias
- K-ON! (Manga Time Kirara y Manga Time Kirara Carat, editorial Hōbunsha)
  - K-On! College (けいおん! College) (2011, Houbunsha)
  - K-On! Highschool (けいおん! Highschool) (2011, Houbunsha)
  - K-On! Shuffle (けいおん! Shuffle) (2018, Houbunsha)[3]

### Antologías
- Gokigen'yō Bara no Otome 2 (Neo-Comic Series)
- Gokigen'yō Bara no Otome 3 (Neo-Comic Series)
- CLANNAD 3 (Magic Comics, ilustración)

## Libros especiales
- K-ON! (Manga Time Kirara, editorial Hōbunsha)

1. 26 de abril de 2008 (ISBN 978-4-8322-7693-2)
2. 26 de febrero de 2009 (ISBN 978-4-8322-7781-6)

## Curiosidades
Kakifly es zurdo al igual que Akiyama Mio, personaje de K-ON!, de lo cual hace varios chistes en el manga y anime.